# Bob Truluck
Bob Truluck, né le 28 juillet 1949 en Géorgie,  est un écrivain américain, auteur de roman policier. 

## Biographie
En 2000, il publie son premier roman, Street Level, premier volume d'une série consacrée à Duncan Sloan, un détective privé en Floride. Avec ce roman, il est lauréat du Private Eye Writers of America 1999 et du prix Shamus 2001 du meilleur premier roman. 

## Œuvre

### Romans

#### SérieDuncan Sloan
- Street Level (2000)
- Saw Red (2003)
- Flat White (2014)

#### Autres romans
- The Art of Redemption (2007)
- The Big Nothing (2016)

### Nouvelles
- A Man Called Ready (2002)
- Digital Dingus Four-Point-o (2012)

## Prix et distinctions

### Prix
- Private Eye Writers of America 1999 du meilleur premier roman pour Street Level[1]
- Prix Shamus 2001 du meilleur premier roman pour Street Level[2]

### Nominations
- Prix Barry 2001 du meilleur premier roman pour Street Level[3]
- Prix Anthony 2001 du meilleur premier roman pour Street Level[4]
- Prix Anthony 2003 de la meilleure nouvelle pour A Man Called Ready[4]
- Prix Hammett 2016 pour The Big Nothing[5]